# Hồ Ptolemy
Hồ Ptolemy là một hồ cũ ở Sudan. Hồ này hình thành trong thế Holocene ở vùng Darfur, trong thời kỳ gió mùa tại châu Phi mạnh hơn bây giờ. Sự tồn tại của hồ được xác định từ khoảng 9.100 đến 2.400 năm trước đây. Hồ này có thể đạt diện tích 30.750 km² (11.870 dặm vuông), lớn hơn hồ Erie ngày nay. Nó là một hồ nước ngọt được cung cấp bởi nước ngầm và dòng chảy mặt từ các ngọn núi lân cận. Xung quanh hồ nước này có thể sinh thái đa dạng, và có thể tạo điều kiện cho sự phân bố loài vật ở Nile và hồ Chad.

## Tên
Hồ còn được gọi là "hồ Tây Nubian", "West Nubian Paleolake" và "Northern Darfur Megalake". "Quần đảo Ptolemy" là những bãi cồn cát chìm dưới bờ phía đông, tạo thành các quần đảo.

## Địa chất

### Địa điểm
Ngày nay miền đông Sahara là một trong những nơi khô cằn nhất trên Trái Đất. Trong những năm đầu và giữa thế Holocen, những hồ lớn như hồ Chad và hồ Ptolemy phát triển rất lớn trong sa mạc Sahara. Sự hình thành các "paleolakes" này do một cơn gió mùa châu Phi mạnh hơn bởi độ nghiêng trục quay cao hơn và điểm cận nhật trùng với cuối tháng 7 và xảy ra mùa gió mùa.

### Hồ
Hồ Ptolemy ban đầu được cho là có diện tích khoảng 27.000 km² (10.000 dặm vuông); sau đó nghiên cứu trên cơ sở các bản đồ có độ tin cậy cao hơn cho thấy nó không lớn hơn 5.330 km² (2.060 dặm vuông). Sau đó nữa, các bản đồ mới hơn cho thấy diện tích bề mặt của nó lớn hơn 8.133 km² và 11.230 km² (4.340 dặm vuông) và thể tích tương ứng 372 kilômét khối (89 mi khối) và 547 kilômét khối (131 mi khối).
Độ sâu của nước đạt 15 m (49 ft). Tùy thuộc vào vị trí, mực nước có thể cao tới 550 m (1.800 ft) hoặc thậm chí là 555 m (1.821 ft) trên mực nước biển. Đã tìm thấy bằng chứng nước hồ cao tới 570 – 576 m (1.870 ft — 1.890 ft) trên mực nước biển; nếu mực nước cao tới đó, hồ sẽ có diện tích 30.750 km² (11.870 dặm vuông) và thể tích khoảng 2.530 kilômét khối (610 cu mi). Kích thước như vậy lớn hơn hồ lớn nhất của Canada, hồ Gấu Lớn, và lớn hơn so với hồ Erie. Nó có thể cao tới 83 m (272 ft) so với mực nước biển. Các giai đoạn nước hồ thấp hơn, nó có thể cao 565 m (1.854 ft) và 560 m (1.840 ft).
Bờ hồ phát triển lên phía Bắc; sự phát triển của những cánh đồng cát trên bờ phía Tây khiến cho việc xác định bờ hồ ngày càng khó khăn.  Các châu thổ trở thành nơi nước sông đổ vào hồ. Các bờ hồ phía Nam và phía Tây đã phát triển một khu thực vật bất thường. Quạt phù sa được xác định ở bờ Tây Bắc.
Hồ tồn tại trong Wadi Howar, lưu vực Darfur ngày nay. Các ốc đảo Atrun và Nukheila ngày nay tồn tại trên đáy hồ Ptolemy cũ.  Như hồ Chad ngày nay. Nước hồ ở phía Nam và Tây có thể cao 549 m (1.801 ft) so với mực nước biển. Lưu vực hồ có thể được hình thành từ thế Holocen bằng quá trình trầm tích gió.
Đá được hình thành trong hồ tạo ra yardangs, aragonit, canxit và goethite hình trầm tích ở sa mạc liền kề, thường ở vùng đầm lầy. Đá túp có tháp nhọn hình thành trong hồ, sau khi bị hồ khô bỏ lại.

### Thủy văn
Hồ được cung cấp nước bởi dòng chảy Ennedi, Erdi Ma và một phần của dòng chảy Kurfrah, cũng như mạch nước ngầm; ít nhất một địa điểm ở đáy hồ cho thấy bằng chứng của áp lực nước được giải phóng. Lưu vực hồ lên đến 78.000 km² (30.000 dặm vuông); ước tính sau này là 128.872 km² (49.731 dặm vuông).
Các dòng chảy này giúp hồ không thành wadis, nhiều trong số đó là từ phía Bắc. Dòng chảy Ennedi rất quan trọng cho việc cân bằng nước của hồ Ptolemy. Các dòng nước khác nhau hỗ trợ trong việc nhân giống cây. Ở phía Tây Bắc, hệ thống thoát nước của hồ Ptolemy được bao quanh bởi các hệ thống thoát nước ở phía Bắc và bởi các hệ thống phía Đông Bắc về phía Đông Bắc.
Sự hiện diện của Asphataria cho thấy hồ là một hồ nước ngọt, mặt dù thỉnh thoảng nó là nước lợ. Lượng mưa vào khoảng 300 milimét (12 in) mỗi năm ((Pachur & Altmann 2006, tr. 222)).
Ở độ cao nước là 550 m (1.800 ft) so với mực nước biển, hồ Ptolemy sẽ được kết nối với một hệ thống đã được lấp đầy hoặc chôn bởi trầm tích trẻ trong cao nguyên Abyad. Một kết nối giữa hồ Ptolemy và Wadi Howar là có thể, nhưng không được chứng minh. Ở mực nước cao 557 – 583 m (1.893 — 1.913 ft) so với mực nước biển, hồ Ptolemy sẽ tràn vào Wadi Arid.

## Sinh thái
Hồ Ptolemy có hệ sinh thái đa dạng. Các loài thực vật được ghi nhận ở hồ Ptolemy là racosperma và Tamarix, cũng như Balanitos aegyptiaca và Capparis decidua. Tranh hình thành trên bờ phía Nam và Tây của hồ. Sự tồn tại của các loài thực vật trong chi Hương bồ cho thấy giai đoạn nước hồ cạn xảy ra. Đá trầm tích Stromatolite cũng được hình thành trên bờ hồ và cùng với limnite để xác định bề mặt hồ.
Các loài thuộc lớp Giáp trai được tìm thấy trong hồ bao gồm Candonopsis, Cyprideis, Cypridopsis, Cyprilla, Darwinula, Herpetocypris và Limnocytherae.
Có khoảng 18 loài cá sống trong hồ, như Clarias lazera, Lates niloticus và Synodontis. Tương tự như vậy, các hóa thạch của rùa nước và hà mã đã được tìm thấy trên khu vực của hồ cũ. Sự tồn tại của các động vật hoang dã đã dùng báo cáo trong bản đồ năm 1858. Hóa thạch của các động vật khác được tìm thấy là cá sấu sông Nile, pelomedusidae và trionychidae. Động vật móng guốc và Thryonomys đã từng sống quanh hồ. 
Bờ phía Nam của hồ Ptolemy có thể có con người đặt chân đến vào thời đại đồ đá mới, và có thể cả voi cũng có mặt. Ngoài ra, nhiều hiện vật nhân tạo được tìm thấy trong khu vực xung quanh hồ cũ.

## Niên đại
Trong suốt thế Pleistocen, một "hồ Sidiq" được hình thành gần phía Bắc hồ Ptolemy. Nó được ghi nhận cách đây 21.600 ± 600 năm. Không có hồ lớn nào được tìm thấy từ cuối thế Pleistocen; khí hậu tại thời điểm đó khô như hiện nay.
Cách đây 9.180 ± 185 năm, hồ Ptolemy từng là một hồ nước ngọt. Giai đoạn hồ tạm thời xuống mực nước thấp nhất là vào khoảng từ 7.470 ± 100 năm đến 8.100 ± 80 năm so với hiện tại và có liên hệ mật thiết đến sự gia tăng tột bậc hàm lượng dinh dưỡng. Mực nước thấp hơn cho phép động vật trên cạn đi vào bên trong hồ.
Đo đạc phóng xạ cacbon-14 cho thấy độ tuổi của hồ là 6.680 ± 135 và 6.810 ± 70 năm. Các đo đạc ở phía Bắc là 7.900 - 6.400 năm trước đây, và 9.250 - 3.800 năm trước đây. Đây là thời gian mà mực nước hồ ít ổn định hơn. Các dữ liệu từ hóa thạch cho thấy không có việc cạn nước trong thời gian này.
Các wadi đã xuất hiện cách đây 3.300 - 2.900 và 3.300 - 2.400 năm trước đây ở phía Nam và phía Bắc. Trong thời gian cạn nước, hồ bị chia ra thành các bể riêng biệt. Các quá trình trầm tích gió đã loại bỏ các chứng cứ nhỏ nhất, thời gian chính xác hồ biến mất không được xác định.

## Mối quan hệ
Hồ Ptolemy có mối quan hệ đến hệ thống núi ngầm Nubian; trong mô phỏng, mực nước tối đa trong mạch nước ngầm nằm sát bề mặt hồ, và khoảng 3 kilômét khối/l (0,72 cu mi/l) nước hồ rút xuống mạch nước ngầm mỗi năm. Hồ còn hỗ trợ cho việc trao đổi các sinh vật giữa hồ Chad và Nile.